# Rada Rajić-Ristić
Rada Rajić-Ristić (Sena, 2 ottobre 1964) è una giornalista, scrittrice e traduttrice serba.

## Biografia

### Istruzione e carriera
Rada Rajić-Ristić (in serbo Рада Рајић Ристић?) è nata nella località di Sena vicino a Kučevo in Serbia e vive e lavora in Italia dagli anni '90. Si è laureata in lingua serbo-croata e letteratura jugoslava presso la Facoltà di Filologia dell'Università di Belgrado e ha conseguito il Master sull'Immigrazione presso l'Università Ca' Foscari Venezia. Per un certo periodo ha lavorato come mediatrice linguistico – culturale insegnando la lingua italiana nelle scuole dell'obbligo e come traduttrice nelle istituzioni statali e internazionali. Insegna la lingua serba presso la caserma da cui vengono inviati i soldati per le missioni di pace in Kosovo e Metochia. Svolge inoltre attività di traduzione per i tribunali di Padova, Vicenza e Venezia. Dal 2000 ad oggi si è occupata in Prefettura dei problemi dell'integrazione dei cittadini serbi.
Dal 1991 al 1992 è stata corrispondente del quotidiano "Express Politika", e dal 2000 al 2006 della rivista "Cittadini dappertutto" di Padova. Nel 2017 diventa corrispondente di "Vesti" d Francoforte sul Meno, attività che svolge anche attualmente. E' corrispondente della rivista sammarinese "Voci di Pace" e collaboratrice della redazione Programma per la diaspora della Radiotelevisione Serbia.
Partecipa attivamente alla vita culturale di Vicenza e del Veneto e anche della Svizzera. È spesso membro di giuria in vari concorsi letterari, dove rappresenta anche la sua madrepatria, la Serbia, cercando di costruire ponti interculturali. E' organizzatrice di incontri e di conferenze sulla cultura e sulla letteratura serba presso istituzioni italiane, ma anche promotore di corsi per l'apprendimento della lingua serba per i bambini immigrati.
È membro dell'Associazione dei giornalisti della Serbia, della Federazione internazionale dei giornalisti, dell'Associazione degli scrittori della Serbia, dell'Associazione culturale e artistica serba "Vidovdan" di Vicenza. È membro permanente dell'Accademia "Le Tre Castella" di San Marino e Ambasciatrice di Pace dell'organizzazione non governativa "Universal Peace Federation".
È stata inclusa nel "Lessico degli scrittori insegnanti" di Miodrag D. Ignjatović e Milivoje K. Trnavac nell'"Enciclopedia della diaspora serba - Serbi nei paesi europei" di Marko Lopušina e nell'"Enciclopedia della diaspora nazionale" di Ivan Kalauzović Ivanus, alla cui creazione ha partecipato come collaboratrice.
Vive a Vicenza con il marito Damir e il figlio Lazar.

## Opera letteraria
Rada Rajić-Ristić è autrice di ventiquattro raccolte bilingue (serbo-italiano) di poesie e di due libri di testi raccolti, che ha pubblicato per "Vesti" di Francoforte. Le sue opere sono state incluse in trentotto antologie con altri scrittori in Italia, Serbia, Bosnia ed Erzegovina, Svizzera, Romania e Canada. Ha inoltre pubblicato tre articoli scientifici in due antologie della Facoltà di pedagogia di Aleksinac.
Le sue poesie, così come le sue opere sul tema dell'integrazione, sono oggetto di tesi di laurea e di tesi post-laurea di studenti italiani, sulle quali scrive regolarmente anche la stampa locale.
Ha fondato con Božica Boba Nedeljković e Tatjana Dujović Pavlović il trio poetico "In tre parole", il cui repertorio comprende brani in più lingue.
Ha tradotto in italiano le fiabe di Grozdana Olujić, i cui romanzi sono l'argomento della sua tesi di laurea e che ha sempre considerato il suo modello.
Le poesie di Rada Rajić-Ristić sono state tradotte in hindī e in punjabi.

### Opere (selezione)
- Profumo di nostalgia – poesia, bilingue: in serbo e italiano (Knjigoteka, Belgrado, 2001)
- Sogno color pace – poesia, bilingue: in serbo e italiano (Gnosos, Belgrado, 2002)
- Ponte tra anime – poesia, bilingue: in serbo e italiano (Gnosos, Belgrado, 2003) – coautrice: Carla Galvan
- In nome della vita – poesia, bilingue: in serbo e italiano (Gnosos, Belgrado, 2003)
- Serbia nel cuore – poesia, bilingue: in serbo e italiano (Gnosos, Belgrado, 2004) – coautori: Carla Galvan, Mario Pavan e Antonio Zulato
- Ai confini della memoria – poesia, bilingue: in serbo e italiano (Belgrado, 2009) – coautori: Carla Galvan e Amedea Regazzo
- Sotto il cielo di Serbia – poesia, trilingue: in serbo, italiano e in tedesco (Belgrado, 2010) – coautori: Carla Galvan e Todora Škoro[20]
- Parole in viaggio – poesia, bilingue: in serbo e italiano (Etnostil, Belgrado, 2012) – coautrice: Roberta Giunchi
- Petali dell'anima – poesia, trilingue: in serbo, italiano e in tedesco (Etnostil, Belgrado, 2013) – traduzione in tedesco: Željko Knežević[21]
- Il sorriso del destino – poesia, trilingue: in serbo, italiano e in tedesco (Etnostil, Belgrado, 2015) – coautori: Carla Galvan e Željko Knežević
- Il richiamo del focolare – poesia, bilingue: in serbo e italiano (Etnostil, Belgrado, 2017) – coautori: Carla Galvan, Željko Knežević e Snežana Šolkotović[22]
- L'alba della vita – poesia, bilingue: in serbo e italiano (Belgrado, 2018) – coautrice: Snežana Šolkotović
- Scintille di speranza – poesia, bilingue: in serbo e italiano (Etnostil, Belgrado, 2018) – coautori: Carla Galvan e Renata Filippi[23]
- Arcobaleno dell'amore – poesia, bilingue: in serbo e italiano (Belgrado, 2019) – coautori: Snežana Šolkotović e Vladan Rakić[24][25]
- Un pezzo di cielo – poesia, in cinque lingue: in serbo, italiano, tedesco, valacco e russo (Liber, Belgrado, 2021) – coautrice: Tatjana Dujović[26]
- Amicizia senza frontiere – raccolta di testi dal giornale "Vesti", bilingue: in serbo e italiano (Sunčani breg, Belgrado, 2023)[3]
- Sguardo nella vita – poesia, bilingue: in serbo e italiano (Centro Culturale "Vračar", Belgrado, 2024) – coautrice: Carla Galvan
- Particelle d'amore – poesia, bilingue: in serbo e italiano (Centro Culturale "Vračar", Belgrado, 2024) – coautori: Emilija Čolak e Carla Galvan
- Cuore – culla dell'amicizia – testi di giornale – raccolta di testi dal giornale "Vesti", bilingue: in serbo e italiano (Centro Culturale "Vračar", Belgrado, 2024)
- Attimi congelati – poesia, bilingue: in serbo e italiano (Centro Culturale "Vračar", Belgrado, 2024) – coautori: Zoran Jovanović e Tatjana Pavlović
- Nella costellazione dell'amicizia – raccolta di testi dal giornale "Vesti", bilingue: in serbo e italiano (Centro Culturale "Vračar", Belgrado, 2025)

## Premi e riconoscimenti
- Secondo premio della rivista "Scena Illustrata" al concorso internazionale di poesia e narrativa (Roma, 1998)
- Primo premio al concorso "Giuriato" per la poesia "Penelope" (Vicenza, 2000)
- Riconoscimento del Consolato della Repubblica Federale di Jugoslavia a Trieste per aver prestato aiuto alla Patria (Trieste, 2000)
- Riconoscimento delle "Chiavi del Sorriso" da parte della Fondazione "Cesar" per la solidarietà internazionale (Roma, 2001)
- Premio "Kočićevo pero" per il libro "Ponte tra anime" (Banja Luka, 2004)
- Secondo premio per la poesia "Sogno color pace" (San Marino, 2008)
- Primo premio dell'associazione "Zacem" per la poesia "Testamento a mio figlio" (Savona, 2012)
- Primo premio per la poesia "Preghiera per le donne vittime dell'odio e dell’indifferenza" (Savona, 2014)
- Premio "Scalabrini" per il racconto (2014)
- Riconoscimento internazionale dell'associazione letteraria "Constantin Brâncuși" per il contributo alla letteratura (Timișoara, 2014)
- Premio "Scalabrini" per la poesia "Fraternità" (2016)[27]
- Premio "Scalabrini" per la poesia "Imperativo dell'amore" (2018)[28]
- Premio "Daniel Piksiades" del Centro Culturale "Vračar" per il libro "Nella costellazione dell'amicizia" (Belgrado, 2025)